# یواس‌اس اریستاوس (ای‌آربی-۱)
یواس‌اس اریستاوس (ای‌آربی-۱) (به انگلیسی: USS Aristaeus (ARB-1)) یک کشتی بود که طول آن ۳۸۲ فوت (۱۱۶ متر) بود. این کشتی در سال ۱۹۴۳ ساخته شد.